# دانييل سيدين
دانيال هانز سيدن (ولد في 26 سبتمبر 1980) هو لاعب لهوكي الجليد محترف ومدير تنفيذي سويدي.

## حياة سابقة
ولد دانيال سيدن في 26 سبتمبر 1980، في أورنشولدسفيك، السويد، بعد ست دقائق من شقيقه التوأم، هنريك. الزوجان لديهما شقيقان أكبر، ستيفان وبيتر. والدهم، تومي، هو نائب مدير مدرسة ولعب أيضًا لمودو هوكي في الستينيات، بينما كانت والدته تورا ممرضة. بدأ دانيال بلعب الهوكي المنظم مع هنريك عندما كانا في الثامنة. لم يلعبوا بانتظام على نفس الخط حتى تحول دانيال من مركز إلى جناح عند 14.